# Lupin (DONGKIZ歌曲)
《Lupin》是韓國的男子組合DONGKIZ第二首數位單曲，於2020年3月15日由Dongyo Entertainment和Genie Music發行，主打歌名同為〈Lupin〉。

## 專輯介紹
2019年出道後,以新鮮的音樂和活潑的舞臺給大衆留下深刻印象的DONGKIZ,在2020年以包含更加成熟、濃郁的他們特色的第二張數碼單曲專輯《LUPIN》回歸。

《LUPIN》是負責製作《NOM》、《BlockBuster》、《Fever》等全部專輯音樂的AKB和作爲藝人兼新鮮Top Line備受矚目的DONO、慢性等頂級作家們再次爲DONGKIZ齊心協力誕生的歌曲。 這是一首在各部分不同的節奏構成和陰暗氛圍給人留下深刻印象的老學校嘻哈風格的歡快而有分量的舞曲。 特別是副歌部分具有中毒性的薩克斯旋律給人留下了DONGKIZ專屬的標誌性聲音。

而且每次公開的歌曲都以有個性的體裁和舞臺構成而備受矚目的表演部分中,MOMOLAND、Lovelyz、April等產生既有中毒性又獨特的舞蹈的LEGO LABLE編舞家裴完熙也參與其中,完成了只有DONGKIZ才能展現的個性強烈的表演。 另外，在舞蹈中利用特別的道具，展現讓人聯想到怪盜魯邦的魔術般的舞臺。

另外,《LUPIN》的MV由以感性的演出和圖像以及獨特的創意備受矚目的AVLE的金世黃導演執導。 在超現實的空間裏，DONGKIZ成員們完美地消化了1人2角概念的角色，完成了充滿神祕感的影像。

## 回歸日程
| 日期    | 公開內容                |
| ------- | ----------------------- |
| 3月3日  | 公開回歸日程            |
| 3月4日  | 公開Spoiler Image       |
| 3月5日  | 公開庚潤的Teaser Image  |
| 3月6日  | 公開汶益的Teaser Image  |
| 3月7日  | 公開宰燦的Teaser Image  |
| 3月8日  | 公開元大的Teaser Image  |
| 3月9日  | 公開鐘亨的Teaser Image  |
| 3月10日 | 公開團體Teaser Image    |
| 3月11日 | 公開兩個版本的MV Teaser |
| 3月12日 | 公開MV                  |
| 3月15日 | 發佈音源                |

## 曲目
| 曲序     | 曲目          |               | 作曲          | 编曲     | 时长 |
| -------- | ------------- | ------------- | ------------- | -------- | ---- |
| 1.       | LUPIN         | 만성 AKB DONO | 만성 AKB DONO | AKB      | 2:59 |
| 2.       | LUPIN (Inst.) | -             | 만성 AKB DONO | AKB      | 2:59 |
| 总时长： | 总时长：      | 总时长：      | 总时长：      | 总时长： | 5:58 |